# 1508
1508 (MDVIII) var ett skottår som började en lördag i den julianska kalendern.

## Händelser

### April
- 15 och 17 april – Stillestånd sluts med mellan Sverige och Danmark i Köpenhamn.

### Maj
- 26 maj – Venedig ockuperar Rijeka.[1]

### Juni
- 30 juni – Ett möte mellan Sverige och Danmark hålls i Varberg. Man beslutar om vapenvila, medan handelsblockaden kvarstår.

### Okänt datum
- Erik Trolle och biskop Otto i Västerås skickas till Danmark för att försöka mäkla fred.
- En pestepidemi drar över Finland.
- Den första bondepraktikan ges ut i Tyskland.
- Martin Luther blir professor i teologi vid det nygrundade universitetet i Wittenberg.
- Michelangelo påbörjar målningarna i Sixtinska kapellet och Rafael sitt arbete med Stanze di Raffaello i Vatikanen.
- Saint Lawrenceflodens mynning nås av ett franskt fartyg.

## Födda
- 30 november – Andrea Palladio, byggmästare.
- Michael Olavi Agricola, Finlands blivande reformator.
- Jane Seymour, drottning av England 1536–1537 (gift med Henrik VIII) (född omkring detta år eller 1507 eller 1509)
- Mencía de Mendoza, spansk-nederländsk kulturpersonlighet och protofeminist.

## Avlidna
- 27 maj – Ludovico Sforza, italiensk hertig.
- Beatrix av Neapel, drottning av Ungern.

### Fotnoter
1. ↑  World Statesmen (läst 4 april 2011)